# Dactylorhiza baldshuanica
Dactylorhiza baldshuanica är en orkidéart som beskrevs av Chernyak.. Dactylorhiza baldshuanica ingår i Handnyckelsläktet som ingår i familjen orkidéer. Inga underarter finns listade i Catalogue of Life.